# 吉形政衡
吉形 政衡（よしかた まさひら、1982年8月23日 - ）は、日本のハードル選手。特に400mハードルを専門とする。
福岡県出身。北九州市立東郷中学校、福岡県立小倉工業高等学校、福岡大学卒業。三洋信販、北九州Ricに所属した。

## 自己ベスト
| 種目          | タイム | 大会         | 開催地             | 開催日        |
| ------------- | ------ | ------------ | ------------------ | ------------- |
| 400 mハードル | 48.66  | スーパー陸上 | 横浜国際総合競技場 | 2005年9月19日 |

## 大会記録

### 国際大会
| 年       | 大会                 | 開催地               | 順位          | 種目          | タイム            |
| 日本代表 | 日本代表             | 日本代表             | 日本代表      | 日本代表      | 日本代表          |
| -------- | -------------------- | -------------------- | ------------- | ------------- | ----------------- |
| 2001     | アジアジュニア選手権 | バンダルスリブガワン | 2位           | 400 mハードル | 51.32             |
| 2001     | アジアジュニア選手権 | バンダルスリブガワン | 1位           | 4×400 mリレー | 3:12.11 (第3走者) |
| 2003     | ユニバーシアード     | 韓国・大邱           | 7位（準決勝） | 400 mハードル | 49.80             |
| 2007     | アジア選手権         | ヨルダン・アンマン   | 4位           | 400 mハードル | 50.94             |
| 2007     | 世界選手権           | 大阪市               | 29位（予選）  | 400 mハードル | 50.59             |

### 国内大会
- 第87回日本陸上競技選手権大会（2003年）- 400mハードル 3位
- 2005年全日本実業団対抗陸上競技選手権大会 - 400mハードル 1位
- 第91回日本陸上競技選手権大会（2007年）- 400mハードル 3位